# Cicindela denikei
Cicindela denikei – gatunek chrząszcza z rodziny biegaczowatych i podrodziny trzyszczowatych. Zamieszkuje rejon Wielkich Jezior w Nearktyce.

## Taksonomia
Takson ten opisany został po raz pierwszy w 1934 roku przez Williamsona Jamesa Browna jako podgatunek Cicindela sexguttata denikei. Jako lokalizację typową wskazano Ingolf w Ontario. Później wykazano, że stanowi odrębny, gatunek kryptyczny. W obrębie podrodzaju nominatywnego rodzaju Cicindela gatunek ten tworzy grupę formosa wraz z C. formosa, C. longilabris, C. nebraskana, C. patruela, C. pulchra i C. sexguttata.

## Morfologia
Chrząszcz o ciele długości od 13 do 15 mm, zbudowanym tężej niż u bliźniaczego C. sexguttata. Wierzch ciała ma ubarwiony jaskrawozielono, oliwkowozielono lub niebieskozielono, zawsze z metalicznym połyskiem. Na pokrywach typowo znajduje się wzór obejmujący sześć kremowobiałych kropek, jednak ich liczba może być mniejsza lub mogą one być zupełnie nieobecne.

## Ekologia i występowanie
Owad ten występuje w specyficznych siedliskach określanych po angielsku jako alvars. Są to łaty niskiej, przypominającej prerię roślinności położone wśród lasów borealnych, wykształcające się w miejscach gdzie warstwa gleby jest cienka lub nieobecna wskutek odsłonięcia skał macierzystych, zwykle granitów lub piaskowców. Siedliska te zdominowane są przez trawy i narażone na wiosenne powodzie oraz letnie susze. Postacie dorosłe są aktywne od maja do sierpnia ze szczytem pojawu w czerwcu i lipcu. Polują aktywnie goniąc ofiary, jak i pasywnie – czając się na nie nieruchomo. Larwy żyją w głębokich na od 10 do 20 cm norkach wykopanych w podłożu piaszczystym lub żwirowatym, często pod płaskimi kamieniami.
Gatunek nearktyczny. Główna część jego zasięgu ograniczona jest do terenu na północny wschód od Jeziora Górnego, obejmującego w Kanadzie południowy wschód Manitoby i południowy zachód Ontario, a w Stanach Zjednoczonych północny skraj Minnesoty. Poza tym izolowana populacja tego trzyszcza żyje w południowo-zachodnim Ontario na wyspie Manitoulin na jeziorze Huron.